# 21075 Heussinger
21075 Heussinger là một tiểu hành tinh vành đai chính với chu kỳ quỹ đạo là 1376.5911817 ngày (3.77 năm).
Nó được phát hiện ngày 12 tháng 9 năm 1991.